# Otto Hahn Award
Der Otto Hahn Award wird von der Max-Planck-Gesellschaft jährlich an einzelne Preisträger der Otto-Hahn-Medaille und damit an junge Wissenschaftler aller Fachrichtungen verliehen. Es werden zwischen einem und vier Forschern ausgezeichnet. Die Verleihung erfolgt für besonders herausragende wissenschaftliche Leistungen, die mit der Dissertation erbracht wurden. 
Der Preis ermöglicht einen längerfristigen Forschungsaufenthalt im Ausland sowie im Anschluss daran die Übernahme einer kleinen Forschungsgruppe (früher: Otto-Hahn-Gruppe) als Forschungsgruppenleiter mit einem eigenen Forschungskonzept an einem der Max-Planck-Institute. Die Auszeichnung soll den Weg für eine längerfristige wissenschaftliche Karriere in Deutschland ebnen.

## Preisträger
- 2006: Andrey Rybalchenko (MPI für Informatik), Axel Nimmerjahn (MPI für medizinische Forschung), Boris Pfander (MPI für Biochemie), Cornelia Woll (MPI für Gesellschaftsforschung)
- 2007: Holger Hestermeyer (MPI für ausländisches öffentliches Recht und Völkerrecht), Christoph Kayser (MPI für biologische Kybernetik), Ulrike Krewer (MPI für Dynamik komplexer technischer Systeme)
- 2008: Eduardo Altmann (MPI für Physik komplexer Systeme), Yvonne Brehmer (MPI für Bildungsforschung), Alexander Stein (MPI für biophysikalische Chemie)
- 2009: Daniel Mazin (MPI für Physik), Yaowen Wu (MPI für molekulare Physiologie), Andreas M. Fleckner (MPI für geistiges Eigentum, Wettbewerbs- und Steuerrecht)
- 2010: Daniela Sammler (MPI für Kognitions- und Neurowissenschaften), Susanne Ressl (MPI für Biophysik), Joachim Kopp (MPI für Kernphysik), Fabian Suchanek (MPI für Informatik)
- 2011: Samuel Meek (Fritz-Haber-Institut), Marc Engelhart (MPI für ausländisches und internationales Strafrecht)
- 2012: Mariana Rossi Carvalho (Fritz-Haber-Institut)
- 2013: Michael Römelt (MPI für chemische Energiekonversion)
- 2014: Andreas Reiserer (MPI für Quantenoptik)
- 2015: Anaïs Ménard (MPI für ethnologische Forschung), Manuel van Gemmeren (MPI für Kohlenforschung)
- 2016: Zoreh Farsi (MPI für biophysikalische Chemie), Biagina Boccardi (MPI für Radioastronomie), Emmanouil Billis (MPI für ausländisches und internationales Strafrecht)
- 2017: Lisa Schmöger (MPI für Kernphysik), Sofie Louise Valk (MPI für Kognitions- und Neurowissenschaften)
- 2018: Helene Schmidt (MPI für Hirnforschung und Humboldt-Universität zu Berlin), Johanna Simon (MPI für Polymerforschung), Viviane Slon (MPI für evolutionäre Anthropologie)
- 2019: Chun So (MPI für biophysikalische Chemie)
- 2020: Maria Samata (MPI für Immunbiologie und Epigenetik), Sabina Kanton (MPI für evolutionäre Anthropologie)
- 2021: Jascha Alexander Lau (MPI für Multidisziplinäre Naturwissenschaften), Huping Wang (MPI für Biochemie), Arshia Maria Jacob (MPI für Radioastronomie), Kathrin Nägele (MPI für evolutionäre Anthropologie)
- 2022: Dmitriy Borodin (MPI für Multidisziplinäre Naturwissenschaften), Micha Heilbron (MPI für Psycholinguistik), Zhexin Wang (MPI für molekulare Physiologie), Qun Yang  (MPI Max-Planck-Institut für Chemische Physik fester Stoffe)
- 2023: Astad Jentoft (MPI für Multidisziplinäre Naturwissenschaften), Laura Olivera-Nieto (MPI für Kernphysik), Sophie-Marie Humbert (MPI zur Erforschung von Kriminalität, Sicherheit und Recht)
- 2024: Franziska Luisa Sendker (MPI für terrestrische Mikrobiologie), Maik Wolfram-Schauerte (MPI für terrestrische Mikrobiologie), María Teresa Valdivia-Mena (MPI für extraterrestrische Physik), Florian Slogsnat (MPI zur Erforschung von Kriminalität, Sicherheit und Recht)